# Rytíř Smil

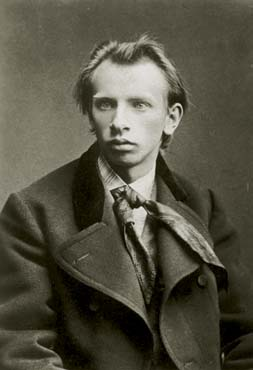
Jaroslav Vrchlický v době, kdy psal Rytíře Smila

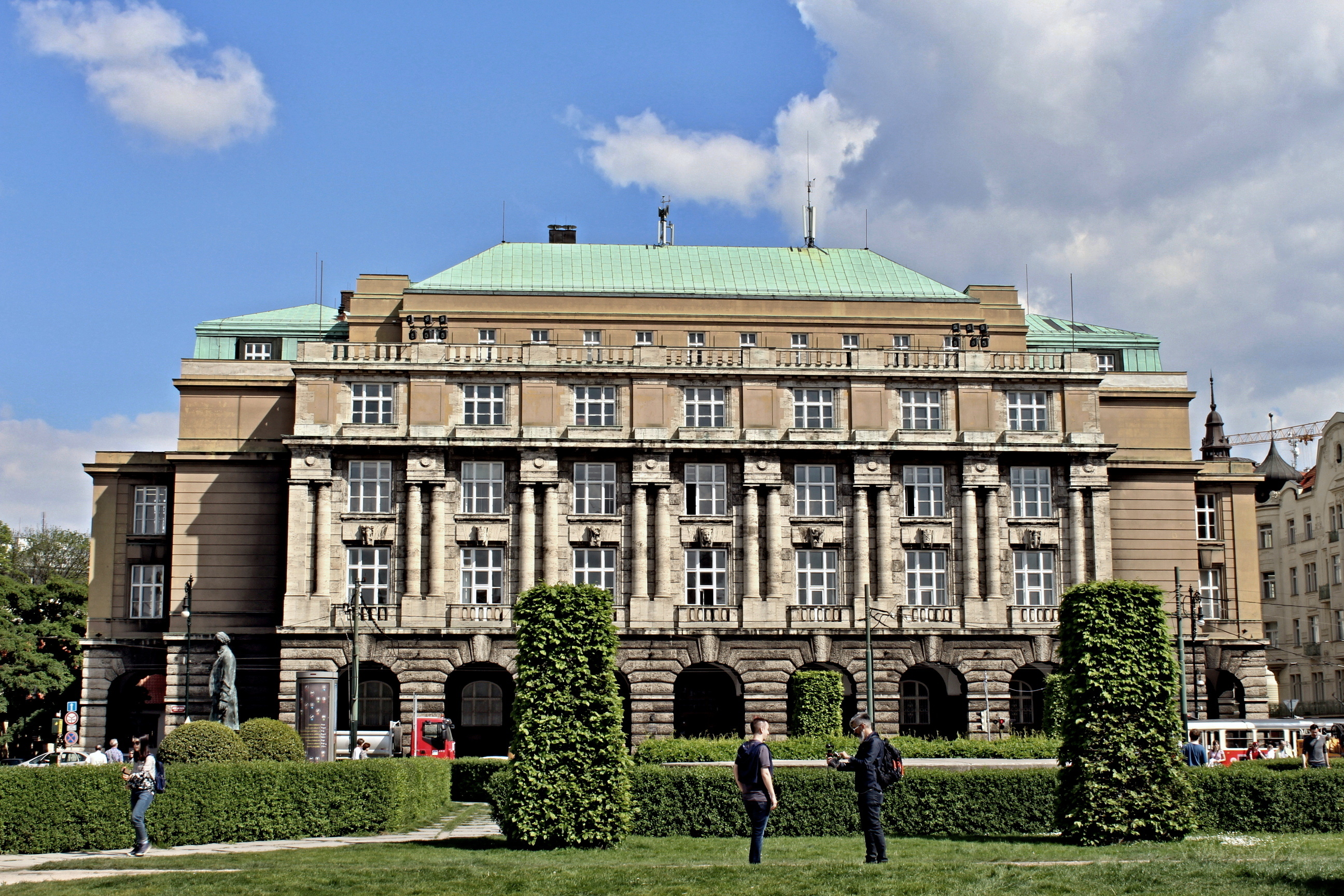
Budova Filosofické fakulty Univerzity Karlovy v Praze, Palachovo náměstí (2016)

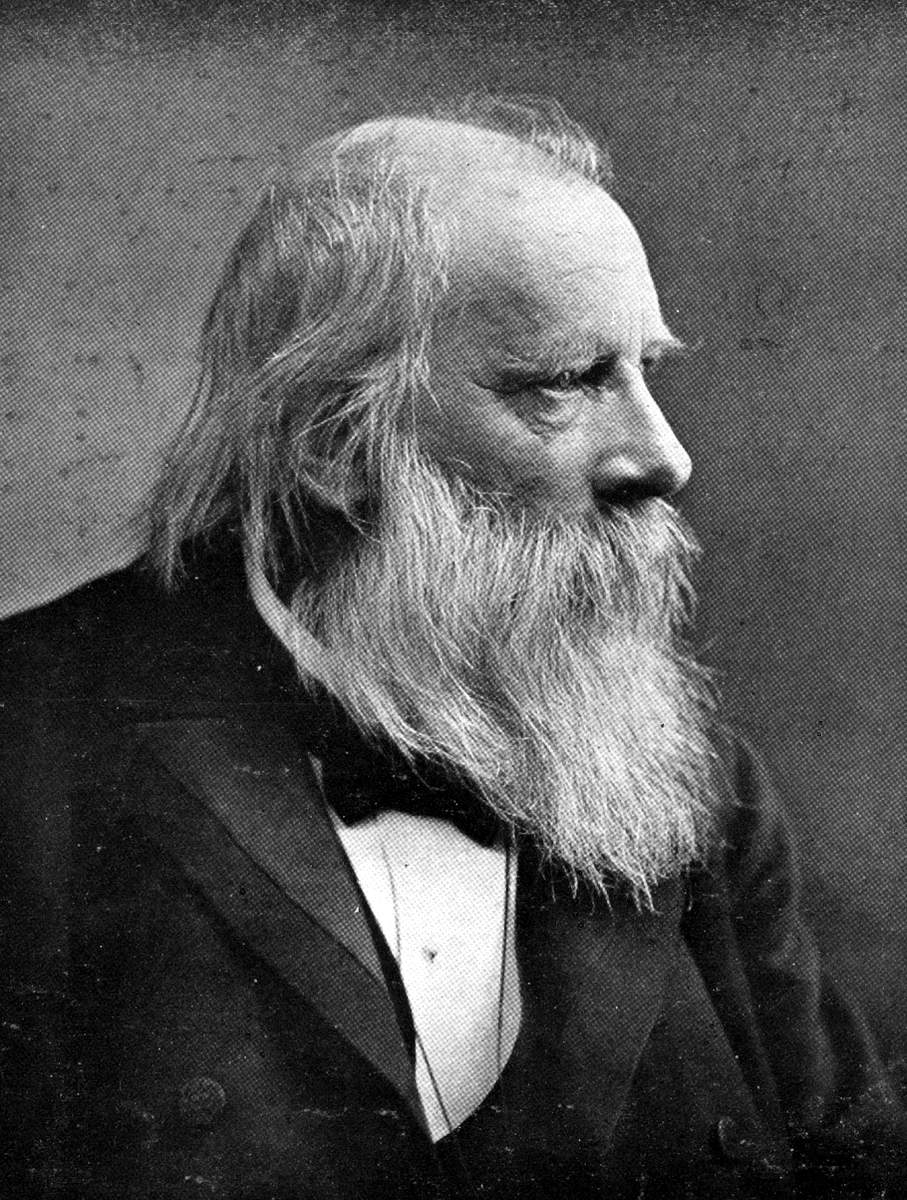
Jako důstojný kmet bral Jaroslav Vrchlický své mladické výstřelky s nadhledem

Rytíř Smil je eroticko-skatologická epopej (epická báseň), která nebyla nikdy uvedena v dětských čítankách, její autorství je připisováno Jaroslavu Vrchlickému navzdory skutečnosti, že básníkovo autorství není potvrzeno (originální rukopisy ani žádné další poznatky prokazující autorství neexistují) a která byla poprvé zveřejněna až dlouho po Vrchlického smrti. Jen těžko lze najít v tomto 144 slok dlouhém díle část, která by mohla být zveřejněna, aniž by došlo k pohoršení, ale přesto jeden takový dvojverš existuje: „Na svém hradě rytíř statný / jménem Smil žil přeudatný, / jenž však jednu vadu měl, / že o lásce nevěděl.“

## Historie

### První vydání
Rytíř Smil poprvé vyšel roku 1925 a na titulní straně bylo uvedeno, že dílo složil fakticky Jaroslav Vrchlický. V básníkově pozůstalosti se ale tento rukopis nenašel. To může být způsobeno například tím, že tato „hanbatá“ („košilatá“)  epická báseň dokonce vznikla jako produkt sázky uzavřené v kněžském semináři (viz dále).

### V kněžském semináři
Po maturitě v Klatovech (1872) vstoupil devatenáctiletý Jaroslav Vrchlický na podzim roku 1872 do pražského Arcibiskupského semináře. Bylo to dáno jednak rodinnou tradicí (kněžské povolání vykonávali Vrchlického tři strýcové), jednak i vzpomínkami na chlapecká léta strávená u jednoho z nich (Antonína Koláře) na faře v Ovčárech u Kolína, a v neposlední řadě i vidinou finančního zabezpečení během služby na faře a možnosti věnovat se současně i vlastní literární tvorbě. Počáteční dobrý dojem z přijetí jeho osoby v semináři byl ale již v únoru 1873 vystřídán Vrchlického znechucením (mizerná kuchyně v refektáři, ledová zima v nevytápěných ložnicích, ustavičný dozor nad každým krokem kleriků, donášení či špiclování ze strany některých kolegů a v neposlední řadě nedostatek času na literární tvorbu). Po jednom semestru kněžský seminář Vrchlický opustil, pokud z něho nebyl přímo vyloučen. Příčinou jeho odchodu byla nejspíše Vrchlickým vyhraná sázka o „nejsprostší českou báseň“, když se takto vsadil s jedním ze svých církevních učitelů. Po opuštění semináře zahájil Jaroslav Vrchlický studium na Filozofické fakultě Karlo-Ferdinandovy univerzity v Praze (studoval zde dějepis, filozofii a románskou filologii).

### Další vydání
Dílo samo se těšilo značné oblibě (tradovalo se jak v ústním i rukopisném podání ve vícero verzích), již za první republiky byl Rytíř Smil vydáván opakovaně. Po Sametové revoluci byl Rytíř Smil vydán rovněž vícekrát, známé je vydání z roku 1993 doplněné ilustracemi Káji Saudka.

### Smil z Bítova
Předobrazem hlavního hrdiny básně Rytíř Smil byl nejspíše moravský šlechtic Smil Bítovský z Lichtenburka. Kromě toho, že byl (dle legendy) oblíbencem Karla IV., byl znám i svým hříšným a hýřivým stylem života. Jednoho dne pozval na svůj hrad Cornštejn urozené pány z okolí jakož i cisterciáckého mnicha z kláštera v Sedlci u Kutné Hory – jaroměřického faráře Vojslava. Farář Vojslav z Jaroměřic se v panské společnosti choval velmi sebevědomě a drze, posílen vínem stával se hubatým a prostořekým, byl sice výmluvný a vtipný, ale svým vtipem mířil stále častěji na hradního pána a hostitele. Jak přibývala hladina alkoholu, rozepře mezi Vojslavem a Smilem se vyostřila a Smil nakonec nechal Vojslava zašít do koženého pytle a hodit do blízké řeky Dyje. Následovala stížnost cisterciáků na vraždu až v Avignonu u papeže Klimenta VI., který nejen na Smila z Bítova, ale na celou rodinu Bítovských z Lichtenburka uvalil klatbu. Na zásah císaře Karla IV. byla klatba papežem zrušena, ale Smil z Bítova krátce nato v roce 1347 zemřel.

### Autorem je Vrchlický
Několik faktů a indicií ukazuje na to, že autorem básně Rytíř Smil byl právě Jaroslav Vrchlický:
- Již ve svém gymnazijním věku se pokoušel napsat rytířské drama;[1]
- rád provokoval erotickou poezií (kupříkladu Elišku Krásnohorskou některé Vrchlického verše přímo urážely)[1] a
- Rytíř Smil svojí formou odpovídá ostatní Vrchlického básnické tvorbě (tvořil totiž s neobyčejnou lehkostí a „se snadností téměř zázračnou“).[1]